# Дјен Обињи
Дјен Обињи (фр. Diennes-Aubigny) насеље је и општина у источном делу централне Француске у региону Бургоња, у департману Нијевр која припада префектури Невер.
По подацима из 2011. године у општини је живело 113 становника, а густина насељености је износила 3,06 становника/km². Општина се простире на површини од 36,89 km². Налази се на средњој надморској висини од 250 метара (максималној 287 m, а минималној 192 m).

## Демографија
| 1962. | 1968. | 1975. | 1982. | 1990. | 1999. | 2011. |
| ----- | ----- | ----- | ----- | ----- | ----- | ----- |
| 191   | 210   | 164   | 136   | 128   | 106   | 113   |

График промене броја становника у току последњих година